# 北倉戰鬥
北倉戰鬥發生於1922年5月5日－7日，地點則是在中國天津西北一帶。是北洋政府時期內戰之一，也是直奉戰爭一部份。交戰兩方為直軍及奉軍。戰鬥結束後，攻擊失利的張作霖退往天津，所轄兩路兵士大部份降於直軍。

## 參看
- 北洋政府
- 中華民國北洋政府時期內戰戰鬥列表